# Федеральный закон № 223-ФЗ 2011 года
Федеральный закон от 18 июля 2011 года № 223-ФЗ «О закупках товаров, работ, услуг отдельными видами юридических лиц» — федеральный закон Российской Федерации, регламентирующий порядок осуществления закупок отдельными видами юридических лиц.

## Сфера применения
Действие ФЗ 223 распространяется на юридических лиц Российской Федерации, к которым относятся:
- Государственные корпорации и государственные компании;
- Субъекты естественных монополий;
- Организации, осуществляющие регулируемые виды деятельности в сфере электроснабжения, газоснабжения, теплоснабжения, водоснабжения, водоотведения, очистки сточных вод, утилизации (захоронения) твёрдых бытовых отходов;
- Государственные унитарные предприятия и муниципальные унитарные предприятия;
- Автономные учреждения;
- Хозяйственные общества, в уставном капитале которых доля участия Российской Федерации, субъекта Российской Федерации, муниципального образования в совокупности превышает пятьдесят процентов;
- Дочерние хозяйственные общества, в уставном капитале которых более пятидесяти процентов долей в совокупности принадлежит всем указанным выше юридическим лицам;
- Дочерние хозяйственные общества, в уставном капитале которых более пятидесяти процентов долей в совокупности принадлежит указанным в п. 7 дочерним хозяйственным обществам.

ФЗ 223 не распространяется на покупку и продажу ценных бумаг и валюты, приобретение биржевых товаров, закупки в сфере военных технологий и др. (см. ч. 4, ст. 1 ФЗ № 223).
Для различных категорий юридических лиц определены различные сроки вступления Федерального закона в силу. Так, его действие распространяется на Государственные корпорации с 1 января 2012 года, а на муниципальные унитарные предприятия с 1 января 2014[уточнить]. Органы власти констатируют, что несистемность в реализации закона привела к разнообразию форм организации закупок в различных организациях, затруднила возможности контроля за соблюдением законодательства.

## Существенные стороны закона
Федеральный закон № 223 регулирует весь механизм проведения закупок отдельными видами юридических лиц.
Основные положения закона определяют:
- Приоритет конкурентных процедур закупки.
- Возможность заказчика самостоятельно определить способы закупки, но обязательно включить в положение аукцион или конкурс. Заказчик может также проводить другие конкурентные закупки
- Нормативно-правовую базу для организаций, работающих по 223-ФЗ, в том числе вводится понятие «Положение о закупках», которым должен руководствоваться заказчик.
- Обязанность заказчиков планировать закупки и размещать ежегодный план в открытом доступе на сайте zakupki.gov.ru. Форма плана установлена Постановлением Правительства РФ от 17 сентября 2012 г. № 932 «Об утверждении правил формирования плана закупки товаров (работ, услуг) и требований к форме такого плана».
- Место размещения информации и документов по проводимым закупкам[1].
- Ведение реестра недобросовестных поставщиков.
- Случаи и процедуру обжалования действий (бездействия) заказчика.
- Обязанность заказчиков публиковать ежемесячный отчет о закупках

В соответствии с частью 2 статьи 2 данного закона организации утверждают положение о закупке, которое регламентирует закупочную деятельность заказчика и должно содержать требования к закупке, в том числе порядок подготовки и проведения процедур закупки (включая способы закупки) и условия их применения, порядок заключения и исполнения договоров, а также иные связанные с обеспечением закупки положения. Согласно части 3 статьи 3 данного закона в положении о закупке могут быть предусмотрены иные (помимо конкурса или аукциона) способы закупки. При этом заказчик обязан установить в положении о закупке порядок закупки указанными способами. Таким образом, заказчик самостоятельно определяет способы закупки товаров, работ, услуг, порядок подготовки и проведения которых должен быть установлен в положении о закупке.
Постановлением Правительства РФ от 21 июня 2012 года № 616 «Об утверждении перечня товаров, работ и услуг, закупка которых осуществляется в электронной форме» дополнительно установлена обязанность заказчиков часть закупок осуществлять в электронной форме.
Постановление Правительства РФ от 10 сентября 2012 года № 908 «Об утверждении положения о размещении на Официальном сайте информации о закупке» определяет порядок размещения информации о закупках на Официальном сайте в информационно-телекоммуникационной сети «Интернет» для размещения информации о размещении заказов на поставки товаров, выполнение работ, оказание услуг.
Постановление Правительства РФ от 31 октября 2014 года № 1132 «О порядке ведения реестра договоров, заключенных заказчиками по результатам закупки» устанавливает порядок ведения реестра договоров, заключенных заказчиками по результатам закупки в соответствии с Федеральным законом «О закупках товаров, работ, услуг отдельными видами юридических лиц».
Постановление Правительства РФ от 11 декабря 2014 № 1352 «Об особенностях участия субъектов малого и среднего предпринимательства в закупках товаров, работ, услуг отдельными видами юридических лиц» определяет годовой объём закупок у субъектов малого и среднего предпринимательства и порядок его расчета, в том числе требованиями к содержанию годового отчета о закупке товаров, работ, услуг отдельными видами юридических лиц у субъектов малого и среднего предпринимательства) определяет.
За нарушение положений 223-ФЗ предусмотрена административная ответственность (ст 7.32 3, 19.7 2—1 КоАП), она была утверждена Федеральным законом от 05.05.2014 № 122-ФЗ «О внесении изменений в Кодекс Российской Федерации об административных правонарушениях».

## Примерный алгоритм осуществления закупки
Ниже представлен алгоритм осуществления закупки согласно Письму Федеральной антимонопольной службы от 24 декабря 2012 г. № ИА/44025/12 «О направлении разъяснений по вопросам применения Федерального закона „О закупках товаров, работ, услуг отдельными видами юридических лиц“» (далее — Закон о закупках).
Предусмотренные положением о закупке стадии подготовки и проведения закупки должны содержать процедурные требования к совершению заказчиком следующих действий:
- разработка и размещение на официальном сайте плана закупки товаров, работ, услуг на срок не менее чем один год (часть 2 статьи 4 Закона о закупках), за исключением закупки инновационной продукции, высокотехнологичной продукции и лекарственных средств (часть 3 статьи 4, часть 2, 9 статьи 8 Закона о закупках);
- выбор способа закупки (конкурс, аукцион или иной способ закупки), предусмотренный положением о закупке при наличии в таком положении порядка закупки указанным способом;

- разработка, утверждение и размещение на официальном сайте извещения и документации о проведении закупки, включающих в себя сведения, определенные частями 5, 9, 10 статьи 4 Закона о закупках;
- размещение на официальном сайте изменений, вносимых в извещение, документацию о закупке, разъяснений документации о закупке (часть 11 статьи 4 Закона о закупках);
- предоставление документации о закупке всем заинтересованным лицам (пункт 6 части 9 статьи 4 Закона о закупках);
- предоставление разъяснений положений документации о закупке (ч. 11 ст. 4 Закона о закупках);
- приём заявок на участие в закупке (пункт 8 части 10 статьи 4 Закона о закупках);
- оценка и сопоставление заявок на участие в закупке (пункт 11 части 10 статьи 4), включая публикацию протоколов, составляемых в ходе закупке;
- подписание договора с победителем закупки.

Частью 2 статьи 5 Закона о закупках предусмотрены последствия уклонения победителя закупки от заключения договора, а именно, — включение сведений об участнике закупки, уклонившемся от заключения договора, о поставщике (исполнителе, подрядчике), с которым договор расторгнут в связи с существенным нарушением им договора, в реестр недобросовестных поставщиков.
Вместе с тем, в положении о закупке могут содержаться положения о возможности и правомерности включения в положение, извещение, документацию о закупке тех или иных условий, при которых заказчик имеет право, а в некоторых случаях и обязан отказаться от заключения договора. В данном случае уместно провести аналогию с Законом о размещении заказов (часть 3 статьи 9 Закона о размещении заказов), согласно которому заказчик обязан отказаться от заключения договора, например, в случае установления недостоверности сведений, содержащихся в документах, представленных участником закупки, установления факта проведения ликвидации участника и т. д.;
- составление и размещение заказчиком на официальном сайте протоколов, составляемых в ходе закупки (часть 12 статьи 4 Закона о закупках);
- размещение на официальном сайте не позднее 10-го числа месяца, следующего за отчетным месяцем, сведений о количестве и об общей стоимости договоров, заключенных заказчиком по результатам закупки товаров, работ, услуг; закупки у единственного поставщика (исполнителя, подрядчика); закупки, сведения о которой составляют государственную тайну или в отношении которой приняты решения Правительства Российской Федерации в соответствии с частью 16 статьи 4 (часть 19 статьи 4 Закона о закупках), сведения о количестве и об общей стоимости договоров, заключенных заказчиком по результатам закупки у субъектов малого и среднего предпринимательства.

## Требования, устанавливаемые заказчиком к участникам закупки
В соответствии с частью 5 статьи 3 Закона о закупках участником закупки может быть любое юридическое лицо или несколько юридических лиц, выступающих на стороне одного участника закупки, независимо от организационно-правовой формы, формы собственности, места нахождения и места происхождения капитала либо любое физическое лицо или несколько физических лиц, выступающих на стороне одного участника закупки, в том числе индивидуальный предприниматель или несколько индивидуальных предпринимателей, выступающих на стороне одного участника закупки, которые соответствуют требованиям, установленным заказчиком в соответствии с положением о закупке.
Согласно пункту 9 части 10 статьи 4 Закона о закупках в документации о закупке должны быть указаны сведения, определенные положением о закупке, в том числе, требования к участникам закупки и перечень документов, представляемых участниками закупки для подтверждения их соответствия установленным требованиям.
В соответствии с частью 6 статьи 3 Закона о закупках не допускается предъявлять к участникам закупки, к закупаемым товарам, работам, услугам, а также к условиям исполнения договора требования и осуществлять оценку и сопоставление заявок на участие в закупке по критериям и в порядке, которые не указаны в документации о закупке. Требования, предъявляемые к участникам закупки, к закупаемым товарам, работам, услугам, а также к условиям исполнения договора, критерии и порядок оценки и сопоставления заявок на участие в закупке, установленные заказчиком, применяются в равной степени ко всем участникам закупки, к предлагаемым ими товарам, работам, услугам, к условиям исполнения договора.
Согласно части 1 статьи 3 Закона о закупках при закупке товаров, работ, услуг заказчики руководствуются, в том числе, принципами равноправия, справедливости, отсутствия дискриминации и необоснованных ограничений конкуренции по отношению к участникам закупки, а также отсутствия ограничения допуска к участию в закупке путём установления неизмеряемых требований к участникам закупки.
Таким образом, заказчик самостоятельно устанавливает требования к участникам закупки и перечень документов, представляемых участниками закупки для подтверждения их соответствия установленным требованиям, с учётом положений действующего законодательства Российской Федерации.
Кроме того, согласно части 7 статьи 3 Закона о закупках при закупке заказчик вправе установить требование об отсутствии сведений об участниках закупки в реестре недобросовестных поставщиков, предусмотренном статьей 5 Закона о закупках, и (или) в реестре недобросовестных поставщиков, предусмотренном Федеральным законом от 21.07.2005 № 94-ФЗ «О размещении заказов на поставки товаров, выполнение работ, оказание услуг для государственных и муниципальных нужд».
При этом в соответствии с частью 1 статьи 17 Закона о защите конкуренции при проведении торгов, запроса котировок цен на товары (далее — запрос котировок) запрещаются действия, которые приводят или могут привести к недопущению, ограничению или устранению конкуренции, в том числе: создание участнику торгов, запроса котировок или нескольким участникам торгов, запроса котировок преимущественных условий участия в торгах, запросе котировок, в том числе путём доступа к информации, если иное не установлено федеральным законом.
Таким образом, при проведении закупки заказчики должны указывать в документации о закупке сведения, определенные положением о закупке, с учётом требований антимонопольного законодательства.

## Информация, которая подлежит размещению на официальном сайте
1. Положение о закупке, изменения, вносимые в указанное положение, подлежат обязательному размещению на официальном сайте не позднее чем в течение пятнадцати дней со дня утверждения (часть 1 статьи 4 Закона о закупках).
2. Согласно части 2 статьи 4 Закона о закупках, заказчик размещает на официальном сайте план закупки товаров, работ, услуг на срок не менее чем один год. Порядок формирования плана закупки товаров, работ, услуг, порядок и сроки размещения на официальном сайте такого плана, требования к форме такого плана устанавливаются Правительством Российской Федерации.
3. Согласно части 5 статьи 4 Закона о закупках при закупке на официальном сайте в информационно-телекоммуникационной сети «Интернет» для размещения информации о размещении заказов на поставки товаров, выполнение работ, оказание услуг zakupki.gov.ru (далее — официальный сайт) размещается информация о закупке, в том числе извещение о закупке, документация о закупке, проект договора, являющийся неотъемлемой частью извещения о закупке и документации о закупке, изменения, вносимые в такое извещение и такую документацию, разъяснения такой документации, протоколы, составляемые в ходе закупки, а также иная информация, размещение которой на официальном сайте предусмотрено Законом о закупках и положением о закупке, за исключением случаев, предусмотренных частями 15 и 16 указанной статьи.

При этом, согласно части 15 статьи 4 Закона о закупках не подлежат размещению на официальном сайте сведения о закупке, составляющие государственную тайну, при условии, что такие сведения содержатся в извещении о закупке, документации о закупке или в проекте договора, а также сведения о закупке, по которым принято решение Правительства Российской Федерации в соответствии с частью 16 статьи 4 Закона о закупках, которым определяется конкретная закупка, сведения о которой не составляют государственную тайну, но не подлежат размещению на официальном сайте, или перечни и (или) группы товаров, работ, услуг, сведения о закупке которых не составляют государственную тайну, но не подлежат размещению на официальном сайте.
Заказчик вправе не размещать на официальном сайте сведения о закупке товаров, работ, услуг, стоимость которых не превышает сто тысяч рублей. В случае, если годовая выручка заказчика за отчетный финансовый год составляет более чем пять миллиардов рублей, заказчик вправе не размещать на официальном сайте сведения о закупке товаров, работ, услуг, стоимость которых не превышает пятьсот тысяч рублей.
Закон о закупках не устанавливает требования к товарам, работам, услугам, стоимость закупки которых не превышает сто (пятьсот) тысяч рублей, период времени, в течение которого могут осуществляться рассматриваемые закупки, а также количество поставщиков, у которых производятся указанные закупки.